# Xian autonome yi d'Ebian
Le xian autonome yi d'Ebian (峨边彝族自治县 ; pinyin : Ébiān yízú Zìzhìxiàn) est un district administratif de la province du Sichuan en Chine. Il est placé sous la juridiction de la ville-préfecture de Leshan.

## Démographie
La population du district était de 145 223 habitants en 1999.